# William Fenwick Williams

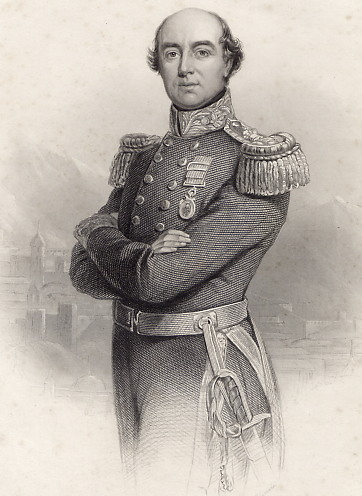
William Fenwick Williams, 1853

Sir William Fenwick Williams, 1. Baronet GCB (* 4. Dezember 1800 in Annapolis, Neuschottland; † 26. Juli 1883 in London) war ein britischer General und Gouverneur von Gibraltar. Er befehligte im Krimkrieg die Verteidigung der Festung Kars.

## Leben
William Fenwick Williams war zweiter Sohn des in Kanada stationierten Generals Thomas Williams. Er trat 1825 als Second Lieutenant in die Royal Artillery der British Army ein. 1841 wurde er als britischer Berater ins Osmanische Reich nach Konstantinopel geschickt. 1847 war er als Beobachter während des Konfliktes mit Persien im Raum Erzurum eingesetzt.
Im Krimkrieg wurde Oberst Williams als Verbindungsoffizier des britischen Oberbefehlshabers Lord Raglan nach Anatolien kommandiert und begleitete dort den Rang eines Ferik (Generalleutnant) und Pascha in der Osmanischen Armee. Im September 1854 erreichte er die wichtigste Stadt der Osmanen in diesem Gebiet, die Festung Kars. In den folgenden Monaten bereitete Williams die Verteidigung der Festung im Fall eines russischen Angriffs vor. Mit 40.000 Mann erreichte 1855 der russische General Murawjow die Festung. Die 30.000 Verteidiger unter Williams konnten den Angriff der Russen abwehren. Deshalb belagerte Murawjow die Festung von Anfang Juni bis Ende November 1855. Am 29. November musste Williams schließlich, aufgrund der schlechten Versorgungslage, kapitulieren und Murawjow konnte Kars einnehmen. Für die ehrenvolle Verteidigung von Kars wurde Williams der erbliche Adelstitel eines Baronet, of Kars, verliehen und er zum Knight Commander des Order of the Bath ernannt.
1855 wurde Williams zum Generalmajor ernannt und übernahm das Kommando der Garnison Woolwich. Zwischen dem 12. Oktober 1860 und dem 22. Januar 1861 war er in Abwesenheit des Generalgouverneurs Sir. Edmund Head beauftragter Administrator für Kanada. Von 1859 bis 1865 befehligte er als General die britischen Truppen in Kanada und war im Anschluss Gouverneur von Neuschottland. 1868 wurde er zum Generalleutnant befördert und Honorary Colonel der Royal Artillery. 1870–1876 war William Fenwick Williams Gouverneur von Gibraltar. 1881 wurde er Konstabler des Tower of London.